# Hemionitis polypodioides
Hemionitis polypodioides là một loài dương xỉ trong họ Pteridaceae. Loài này được Sm. mô tả khoa học đầu tiên năm 1811.
Danh pháp khoa học của loài này chưa được làm sáng tỏ. 